# Zavařenina

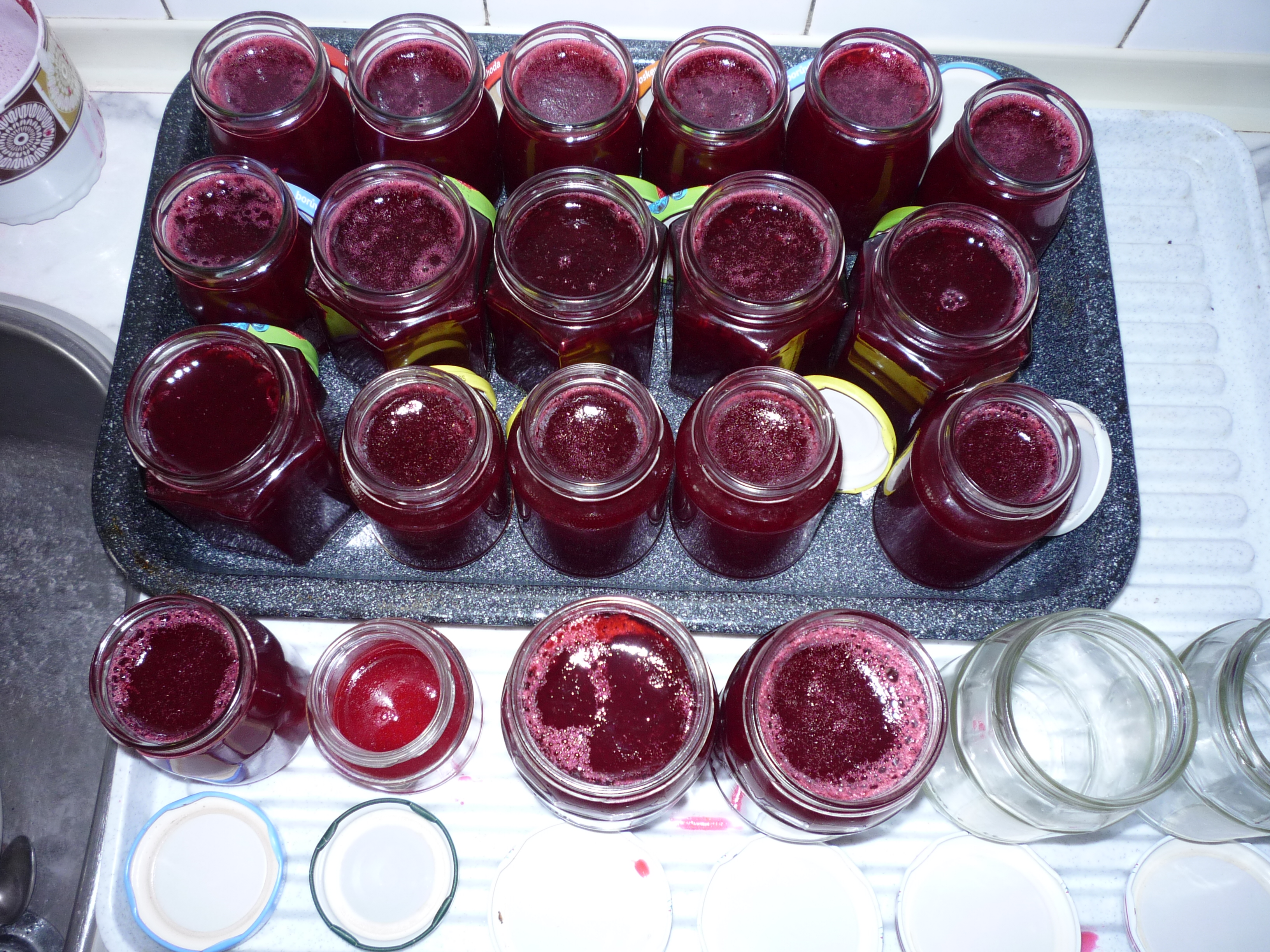
Rybízová marmeláda.

Zavařenina je výrobek z rozvařeného a zahuštěného ovoce. Nejčastěji jde o marmelády nebo džemy, přičemž tato slova lze chápat jako neúplná synonyma ke slovu zavařenina.
Jako zavařeniny jsou označovány jakékoli ovocné směsi. Historie zavařování sahá pravděpodobně již do starověku. První marmelády jsou doloženy již se starověkého Říma. Dnes je zavařování velmi populárním způsobem uskladnění ovoce.

## Typy zavařenin

### Základní typy
- marmeláda
- džem

### Speciální typy
- banánová zavařenina
- bezinková zavařenina
- dýňová zavařenina
- pomerančová zavařenina
- reveňová zavařenina
- šípková zavařenina
- zavařenina z rozinek